# Hē
Cette page contient des caractères spéciaux ou non latins. S’ils s’affichent mal (▯, ?, etc.), consultez la page d’aide Unicode.
Hē (ܗ) est la 5e lettre de l'alphabet syriaque.
Son caractère Unicode est 0717.